# Højre (1881)
Højre var ett politiskt parti i Danmark som gick upp i Det Konservative Folkeparti när det bildades, 1915.

## Historik
År 1875 bildade den nationelle godsägaren J.B.S. Estrup regering i Danmark. Majoriteten i Folketinget (Venstre) krävde regeringens avgång. Med stöd av kungen och Landstinget blev Estrup dock kvar som konseljpresident fram till 1894. 
Omkring 1881 började man att kalla regeringens anhängare för Højre. Højre var en sammanslutning av Nationale Godsejere, De Nationalliberale och Mellempartiet. 
Højres Arbejder- og Vælgerforening i Kjøbenhavn stiftades 1881. Den 28 december 1882 skickade Højres riksdagsgrupp ut ett upprop där man uppfordrade meningsfränder över hela landet att organisera sig i föreninger som genom att förena sig kunde utveckla sig till en Højre-förening som omfattade hela landet. 
Højres landsorganisation stiftades 1883.